# Capitania de Cacheu
La Capitania de Cacheu fou un territori portuguès dependent del governador de Cap Verd, organitzat com a capitania el 1588, amb centre al recent creat fort de Cacheu, abans un port i factoria comercial, situat a la costa i a la vora del riu Cacheu.

## Història

### Els lançados i l'esclavatge
Cacheu fou atacada pels pepels el 1590 però els lançados els van rebutjar, i en honor d'aquesta victòria el fort fou rebatejat Nossa Senhora do Vencimiento. El 1591 la corona castellano-aragonesa va prohibir als estrangers comerciar als rius de Guinea del Cap Verd. Entre 1600 i 1650 el nombre de captius negres que foren enviats des de Guinea del Cap Verd fou d'uns quatre mil cada any, quasi tots al Brasil i a Amèrica. El 1601 el rei va concedir el dret de comerç a Guinea als jueus portuguesos. El 1604 el primer jesuïta establert a Cap Verd, Baltasar Barreira, va visitar Guinea. El 1611 el rei Felip II va ordenar el reforçament de la capitania amb la conquesta de nous territoris dels Rius de Guinea del Cap Verd i ratificà l'exclusió dels estrangers. El 1614 João Tavares fou nomenat feitor (factor) de Rio Cacheu i de Rio São Domingos. Un any després el va substituir Baltasar Pereira de Castello Branco (dels establiments de Rio Cacheu, Rio São Domingos i Rio Grande). El 1619 els negrers van poder pagar la taxa a la corona directament a Cacheu en lloc de haver d'anar a Ribeira Grande a Cap Verd. El 1624 els holandesos es van establir a Cacheu i no es van retirar fins al 1630. Entre 1628 i 1642 els jesuïtes van establir algunes missions als Rius de Guinea del Cap Verd. Portugal va recuperar la independència de la corona castellano-aragonesa el 1640.
El 1641 Gonzalo Gamboa de Ayala fou nomenat capitão-mor de Cacheu i va expandir les factories comercials de la capitania cap a Farim i Ziguinchor; en aquest darrer lloc els lançados ja dominaven el comerç d'esclaus el 1643. El 1650 fou nomenat capità João Carreiro Fidalgo; entre 1650 i 1670 uns set mil cinc-cents esclaus seran exportats cada any cap al Brasil. El 1676 es va crear la Companhia de Cacheu, Rios e Comérçio de Guinea i el seu soci principal António de Barros Bezerra fou nomenat capità. Els manjacos de la rodalia de Cacheu van iniciar la guerra contra els portuguesos el 1670 i en la següent dècada el comerç francès als rius de Guinea s'expandirà de manera important. El 1682 José Gonçalves de Oliveira fou nomenat capità i es va fundar la Companhia de Comérçio de Maranhao per exportar deu mil negres al Brasil cada any. El 1684 la mestissa Bibiana Vaz es va revoltar contra les autoritats portugueses que volien limitar el comerç dels lançados. El capità Gonçalves de Oliveira fou fet presoner i mantingut a Farim durant 14 mesos fins que va poder fugir. El 1686 els caputxins d'origen català van fer el primer manifest contra l'esclavatge a Bissau, a Guinea. El 23 de gener de 1687 es va prohibir als estrangers adquirir drets que limitessin el comerç dels lançados; el 2 d'abril següent el governador Carvalho de Costa (de Cap Verd) va visitar Cacheu; i el 14 de setembre del mateix any Barros Bezerra fou reanomenat capità. El 17 d'abril de 1688 el govern interí de Cap Verd i Guinea del Cap Verd va passar a mans del bisbe de Cap Verd, Victoriano Portuense. El 1690 es va formar la Companyia de Cacheu i Cabo Verde amb el monopoli sobre negres i ivori, però es va dissoldre al cap de sis anys per la competència dels comerciants europeus i especialment francesos que en aquests darrers anys del segle els comerciants eren molt actius a Cacheu i al Casamance.
Vers 1725 els fulbes o fula havien iniciat la gihad i el moviment es va estendre als fulbes dels Rius de Guinea del Cap Verd que van començar a oposar-se als seus amos els reis mandings de Kaabu. Entre 1747 i 1758 una perllongada sequera va afectar seriosament a la Guinea del Cap Verd i també a les illes del Cap Verd i a més la plaga de la llagosta va afectar els Rius de Guinea del Cap Verd; però les regions brasileres del Gran Pará i del Maranhão demanaven cada cop més mà d'obra i l'exportació d'esclaus va continuar a un alt ritme. El 1752 Francisco Roque Sotomayor fou nomenat capità de Cacheu. El 7 de juny de 1755 el Marques de Pombal va fundar la Companhia Geral de Grão Pará e Maranhão per aportar esclaus a aquestes regions des de Guinea, i fou un moment favorable, ja que va poder aprofitar que la guerra dels Set Anys (1756-1763) va fer disminuir les activitats franceses. La guerra de Independència Americana el 1776 va provocar l'augment de les exportacions d'arròs i cotó del Maranhão i, per tant, la necessitat de més mà d'obra esclava tant de Guinea del Cap Verd com de altres llocs d'Àfrica occidental. La Companhia Geral de Grão Para e Maranhao es va dissoldre el 1778 quan el Marquès de Pombal ja havia deixat el govern portuguès (el 1777) i des de 1780 va operar la Companhia do Comerçio da Costa d'Africa. El 1786 una nova sequera va afectar de manera important a la regió dels Rius de Guinea del Cap Verd. El 1788 els fulbes o fula revoltats contra els mandings van aconseguir establir un estat teocràtic al Futa Djallon. L'almamy del Djallon i el de Futa Toro van intentar impedir l'exportació de negres cap a l'altre costat de l'Atlàntic però les necessitats d'aquesta mà d'obra van fer fracassar els seus intents. El 1793 l'assemblea francesa va abolir l'esclavatge i la tracta, si bé posteriorment aquestes lleis foren derogades.

### Final de l'esclavatge
El 1803 Dinamarca va abolir l'esclavatge i la tracta sent el primer país on es va fer de manera permanent. El 1807 l'esclavatge fou abolit per la Gran Bretanya i alguns estats dels Estats Units; els anglesos van establir una flota a l'Àfrica (Royal Navy West Africa) per fer respectar la prohibició. El 19 de febrer de 1810 un tractat entre Portugal i Gran Bretanya establia que a canvi de l'ajut britànic als portuguesos per reconquerir la ciutat d'Olivença (ocupada pels espanyols) es concedia l'exploració dels Rius de la Guinea del Cap Verd a Gran Bretanya per 50 anys. El 1815 Portugal, forçat per Gran Bretanya, va abolir l'esclavatge al nord de l'equador. França va seguir el 1817 i Portugal i Espanya van acceptar el mateix any, el dret dels vaixells de guerra britànics d'aturar els vaixells negrers (a més Espanya va abolir l'esclavatge al nord de l'equador); el 1819 vaixells americans es va unir als britànics per impedir el tràfic d'esclaus. El 1822 Brasil es va independitzar de Portugal. El 1831 els portuguesos van signar un acord amb els felupos de Bolôr i es va formar el presidi de Bolôr a la boca del riu Cacheu, que el 1833 va quedar fortificat amb sis peces d'artilleria.

### Desaparició de la capitania
El 1832 es va crear la prefectura de Cap Verd i la Costa de Guinea (amb els districte de illes del Cap Verd i Costa de Guinea); el districte de Costa de Guinea tindrà com a capital a Bissau. Portugal va abolir definitivament l'esclavatge el 1836 però de facto va seguir a Costa de Guinea i a les illes de Cap Verd.

## Governants a Cacheu

### Administradors
- 1614 - 1615 João Tavares (feitor de Rio Cacheu i de Rio São Domingos)
- 1615 – 1619 Baltasar Pereira de Castelo Branco
- 1619 – 1620 António Proença
- 1620 Francisco de Moura
- 1620 – 1623 Francisco de Távora
- 1623 – 1625 No consta (possible ocupació holandesa)
- 1625 – 1632 Francisco Sodré Pereira
- 163? - 1634 Francisco Nunes de Andrade
- 1634 Domingos Lôbo Reimão
- 1635 - 163? Manuel Ferreira de Brito

### Capitans majors (capitão mor)
- 163? - 1641 Luis de Magalhães
- 1641 - 1644 Gonçalo de Gamboa Ayala
- 1644 Paulo Barradas da Silva (interí)
- 1644 - 1649 Gonçalo de Gamboa Ayala (segona vegada)
- 1648 – 1649 Belchior Teixeira Cabral (suplent d'Ayala)
- 1649 - 1650 Gaspar Vogado (interí)
- 1650 Mendes Arnaut (no va prendre possessió)
- 1650 - 1654 João Carreiro Fidalgo
- 1655 Manuel Paços de Figueroa
- 1655 - 1657 Francisco Pereira da Cunha
- 1657 - 1662 Manuel Dias Cotrim (Quotrim)
- 1662 - 1664 António da Fonseca Ornelas
- 1664 - 1667? João Carvalho Moutinho
- 1667 - 1670? Manuel de Almeida
- 1670? - 1671 Ambrósio Gomes (interi)
- 1671 Pacheco de Melo
- 1671 - 1673 Manuel Moniz de Mendonça
- 1674 - 1676 Sebastião Vidigal da Rosa
- 1676 - 1682 António de Barros Bezerra
- 1682 - 1685 Gaspar da Fonseca Pacheco
- 1685 - 1686 João Gonçalves de Oliveira
- 1686 - 1688 António de Barros Bezerra (segona vegada)
- 1688 - 1689 Rodrigo Oliveira da Fonseca
- 1689 - 1690 José Pinheiro da Câmara
- 1690 - 1691 Domingos Monteiro de Carvalho
- 1691 – 1692 Santos de Vidigal Castanho
- 1692 - 1694 José Pinheiro da Câmara
- 1694 - 1706 Santos de Vidigal Castanho (segona vegada)
- 1706 - 1708 Paulo Gomes de Abreu e Lima
- 1708 - 1715 Desconegut
- 1715 - 1719 Antonio de Barros Bezerra, Jr.
- 1719 - 1720 Ignácio Lopes Ferreira
- 1720 - 1721 Manuel Lopes Lobo
- 1721 - 1723 Antonio de Barros Bezerra, Jr. (segona vegada)
- 1723 - 1727? Pedro de Barros
- 1727? - 1730? Manuel Lopes Lôbo (segona vegada)
- 1730 - 1731 João Perestrelo
- 1731 - 1734 Antonio de Barros Bezerra, Jr (tercera vegada)
- 1733 – 1737 João Pereira de Carvalho
- 1737 - 1740 Damião de Bastos
- 1741 - 174? Nicolau de Pina Araújo
- vers 1744 Manuel Pires Corriea
- vers 1747 Dionyzio Carvalho de Abreu
- 1748 - 1751 João de Távora (b. 1703 - d. 1752)
- 1751 - 1755 Francisco Roque Souto-Maior
- 1755 - 1765 No consten
- 1765 - 1766 Sebastião da Cunha Souto-Maior
- 1766 – 1770 Bernardo de Azevedo Coutinho
- 1770 - 1775 José Vicente Pereira
- 1775 - 1780 António Vaz de Araújo
- 1781 - 1783 Pedro Correia de Seabra
- 1783 - 1784 António Teles de Meneses
- 1784? - 1786 João Pereira Barreto (interí)
- 1786 - 1789 Luís Pedro de Araújo e Silva
- 1789 - 1793 Lopo de Almeida Henriques
- 1793 - 1797 Francisco Joaquim de Almeida Henriques
- 1797 - 1801 Manuel Pinto de Gouveia
- 1801 - 1803 José Joaquim de Sousa Trovão
- 1803 - 1804 Manoel Gonçalves dos Santos (interí)
- 1804 João Pereira Barreto Júnior (interí)
- 1804 - 1811 João António Pinto
- 1812 - 1814 Joaquim José Rebello de Figueiredo e Góis
- 1814 - 1815 Triumvirat (en rebel·lió)
  - João Pereira Barreto
  - Manuel Gomes d'Oliveira
  - António de Miranda Carvalho
- 1815 - 1818 João Cabral da Cunha Goodolphim
- 1818 - 1819 João Teles de Meneses Drumont
- 1819? - 1821 José Correia de Barros (interí)
- 1821 - 1823 João de Araújo Gomes
- 1823 - 1826 João Cabral da Cunha Goodolphim (segona vegada)
- 1826 - 1829 António Tavares da Veiga Santos
- 1829 - 1830 José Joaquim Lopes de Lima
- 1830 - 1832 João Cabral da Cunha Goodolphim (tercera vegada), des 1932 governador de Cacheu

### Governadors de Cacheu (subordinats a Bissau)
- 1832 - 1834 João Cabral da Cunha Goodolphim
- 1834 - 1835 Honório Pereira Barreto
- 1835 - 1837 José António Ferreira
- 1838 - 1842 Delfim José dos Santos
- 1842 - 1844 António dos Santos Chaves
- 1844 - 1846 José Xavier do Crato
- 1846 - 1848 Honório Pereira Barreto (segona vegada)
- 1848 - 1849 José Xavier do Crato (segona vegada)
- 1849 - 1852 No consta
- 1852 - 1854 Honório Pereira Barreto (tercera vegada)
- 1854 - 1864 No consten
- 1864 - 1865 Joaquim Alberto Marques
- 1865 - 1868 No consta
- 1868 - 1871 João Carlos Cordeiro Lôbo de Almeida Neto Fortes